# Coupe Artemio-Franchi 1993
La Coupe Artemio-Franchi 1993 est la deuxième édition de la Coupe Artemio-Franchi. Elle est disputée le 24 février 1993 au stade José María Minella de Mar del Plata entre l'Argentine, gagnante de la Copa América 1991, et le Danemark, vainqueur de l'Euro 1992. L'Argentine s'impose aux tirs au but après un match terminé sur le score de un but partout.

## Match

### Détails
| 24 février 1993                                | Argentine                                                     | 1 – 1                 | Danemark                                                | Stade José María Minella, Mar del Plata      |                                              |
| 15:00 heure locale · Historique des rencontres | (Batistuta ) Caniggia 30e                                     | (1 – 1, 1 – 1, 1 – 1) | 12e (csc) Craviotto                                     | Spectateurs : 34 683 Arbitrage : Sándor Puhl | Spectateurs : 34 683 Arbitrage : Sándor Puhl |
| 15:00 heure locale · Historique des rencontres | Simeone 16e · Vázquez 22e · Craviotto 71e                     |                       | 15e Kjeldbjerg · 17e Goldbæk · 69e Nielsen ·            | Spectateurs : 34 683 Arbitrage : Sándor Puhl | Spectateurs : 34 683 Arbitrage : Sándor Puhl |
| 15:00 heure locale · Historique des rencontres | Maradona · Batistuta · Simeone · Mancuso · Caniggia · Saldaña | Tirs au but 5 – 4     | Elstrup · Mølby · Nielsen · Vilfort · Laudrup · Goldbæk | Spectateurs : 34 683 Arbitrage : Sándor Puhl | Spectateurs : 34 683 Arbitrage : Sándor Puhl |

| Argentine | Danemark |

| ARGENTINE :     |    |                    |     |      |
|                 |    |                    |     |      |
| GK              | 1  | Sergio Goycochea   |     |      |
| DF              | 4  | Néstor Craviotto   | 71e | 113e |
| DF              | 2  | Jorge Borelli      |     |      |
| DF              | 6  | Sergio Vázquez     | 22e |      |
| DF              | 3  | Ricardo Altamirano |     |      |
| MF              | 14 | Diego Simeone      | 18e |      |
| MF              | 5  | Alejandro Mancuso  |     |      |
| MF              | 10 | Diego Maradona     |     |      |
| MF              | 20 | Leonardo Rodríguez |     | 60e  |
| FW              | 9  | Gabriel Batistuta  |     |      |
| FW              | 7  | Claudio Caniggia   |     |      |
| Remplaçants :   |    |                    |     |      |
| GK              | 12 | Luis Islas         |     |      |
| DF              | 16 | Darío Franco       |     | 60e  |
| MF              | 15 | Julio Saldaña      |     | 113e |
| MF              |    | Néstor Gorosito    |     |      |
| FW              |    | Alberto Acosta     |     |      |
| Sélectionneur : |    |                    |     |      |
| Alfio Basile    |    |                    |     |      |

| DANEMARK :             |    |                     |     |        |
|                        |    |                     |     |        |
| GK                     | 1  | Peter Schmeichel    |     |        |
| DF                     | 2  | Jakob Kjeldbjerg    | 15e |        |
| DF                     | 4  | Lars Olsen          |     |        |
| DF                     | 6  | Torben Piechnik     |     | 38e    |
| DF                     | 3  | Marc Rieper         |     |        |
| MF                     | 7  | Johnny Mølby        |     |        |
| MF                     | 9  | Bjarne Goldbæk      | 17e |        |
| MF                     | 8  | Kim Vilfort         |     |        |
| MF                     | 5  | Henrik Larsen       |     | 120+1e |
| FW                     | 11 | Brian Laudrup       |     |        |
| FW                     | 10 | Lars Elstrup        |     |        |
| Remplaçants :          |    |                     |     |        |
| GK                     |    | Mogens Krogh        |     |        |
| MF                     | 12 | Michael Larsen      |     | 120+1e |
| MF                     | 13 | Brian Steen Nielsen | 69e | 38e    |
| MF                     |    | Stig Tøfting        |     |        |
| FW                     |    | Mark Strudal        |     |        |
| Sélectionneur :        |    |                     |     |        |
| Richard Møller Nielsen |    |                     |     |        |

## Vainqueur
| Vainqueur Coupe Artemio-Franchi 1993 Argentine 1er titre |